# Kurobród siodłaty
Kurobród siodłaty (w jęz. maor. Tieke) (Philesturnus carunculatus) – gatunek średniej wielkości ptaka z rodziny koralników (Callaeidae). Gatunek endemiczny dla Wyspy Południowej Nowej Zelandii oraz okolicznych wysepek, w tym wysepek wokół Wyspy Stewart. Dzięki relokacjom i działaniom ochrony czynnej gatunek jest obecnie zaliczany do kategorii najmniejszej troski.

## Systematyka
Gatunek ten po raz pierwszy zgodnie z zasadami nazewnictwa binominalnego opisał w 1789 roku Johann Friedrich Gmelin w 13. edycji linneuszowskiego Systema Naturae. Autor nadał mu nazwę Sturnus carunculatus, a jako miejsce typowe wskazał Nową Zelandię; później uściślono, że była to Wyspa Południowa. Do niedawna wyróżniano dwa podgatunki, lecz takson P. (c.) rufusater (kurobród północny) przez większość autorów jest obecnie wyodrębniany do rangi gatunku.

## Morfologia
Samice są podobne do samców pod względem upierzenia, ale są nieco mniejsze i zazwyczaj mają mniejsze przydatki głowowe.
Wymiary
- długość ciała 25 cm[9]
- masa ciała 61–94 g, samce średnio 85 g, samice średnio 75 g[9]

## Status
Międzynarodowa Unia Ochrony Przyrody (IUCN) od 2022 roku uznaje kurobroda siodłatego za gatunek najmniejszej troski (LC – Least Concern); wcześniej klasyfikowała go jako gatunek bliski zagrożenia (NT, Near Threatened). Ptak ten był dawniej szeroko rozpowszechniony na Wyspie Południowej i Wyspie Stewart. Drapieżnictwo ze strony zawleczonych ssaków (głównie szczurów) spowodowało wyginięcie ptaków na obu tych wyspach do około 1900 roku. Gatunek przetrwał jedynie na trzech wyspach położonych na południowy zachód od Wyspy Stewart, ale na początku lat 60. XX wieku zostały one zaatakowane przez szczury. W 1964 roku udało się z powodzeniem przenieść ptaki na sąsiednie, wolne od szczurów wysepki, co zapobiegło wymarciu gatunku. Obecnie, dzięki relokacjom, kurobrody siodłate występują na ponad 20 wyspach oraz na jednym chronionym stanowisku na Wyspie Południowej. Dzięki prowadzonym działaniom ochronnym liczebność populacji prawdopodobnie przekracza obecnie 5000 dorosłych osobników (stan w 2021), a jej trend oceniany jest jako wzrostowy.